# Chegadas e Partidas
Chegadas e Partidas é um programa de televisão brasileiro exibido pelo GNT desde 1º de março de 2011, apresentado por Astrid Fontenelle. O formato acompanha histórias reais de encontros e despedidas no saguão de um aeroporto, revelando relatos de amor, amizade, saudade e esperança. A atração é inspirada no programa holandês Hello Goodbye, criado pela produtora Skyhigh TV.

## Produção
Chegadas e Partidas estreou no GNT em março de 2011, adaptando para o público brasileiro o formato original holandês Hello Goodbye, criado pela produtora Skyhigh TV. A direção ficou a cargo de Mariana Khoehler, e as gravações foram realizadas principalmente no Aeroporto Internacional de São Paulo/Guarulhos, além de outros aeroportos brasileiros ao longo das temporadas.   Entre 2011 e 2019, o programa manteve produção regular, exibindo novas temporadas anuais com a apresentação de Astrid Fontenelle. O formato consolidou-se como um dos principais do canal, reconhecido pela abordagem intimista e pela capacidade de captar emoções genuínas.
Em 2020, as gravações foram paralisadas devido à pandemia de COVID-19, que restringiu o acesso a aeroportos e afetou produções presenciais. Com isso, o programa acabou sendo cancelado na grade do GNT. A atração retornou em 2023 em novo formato, como quadro do Fantástico, na TV Globo, mantendo a condução de Astrid. No mesmo ano, ganhou nova temporada como programa próprio, exibida novamente pelo GNT e também disponível no Globoplay.

## Formato
Gravado no saguão de um aeroporto, o programa registra interações espontâneas com passageiros e pessoas que aguardam ou se despedem de familiares e amigos. A apresentadora se aproxima de desconhecidos, estabelece conversas e descobre histórias marcantes, que vão desde reencontros amorosos a despedidas definitivas. O foco está na emoção e na escuta ativa, evitando julgamentos e explorando as nuances das relações humanas.

## Repercussão
A produção conquistou críticas positivas pela sensibilidade e pela capacidade de emocionar sem sensacionalismo. Tornou-se um dos programas mais emblemáticos do GNT, chegando a ganhar versões especiais e maratonas temáticas no canal. Em 2023, o formato foi adaptado como quadro do programa dominical Fantástico, na TV Globo, com a própria Astrid na apresentação, ampliando a exibição para a TV Aberta.